# Miguel Poblet
Miguel Poblet Orriols, född den 18 mars 1928 i Montcada i Reixac, död den 6 april 2013 i Barcelona  var en spansk tävlingscyklist som var professionell från 1945 till 1962 och var en framstående spurtare, men därtill även uthållig, vilket ledde till framstående placeringer i sprinterlopp, men också i etapplopp. Han blev 1956 den förste att vinna minst en etapp i alla tre Grand Tours under samma år och totalt under karriären blev det tjugo etappvinster i Giro d'Italia (och tre sjätteplatser i totalställningen och seger i poängtävlingen 1958), samt tre i vardera Tour de France och Vuelta a España. Därtill vann han Milano–Sanremo både 1957 och 1959. Även totalsegrar i Volta a Catalunya (1948 och 1960) och Grand Prix du Midi Libre (1955), samt vinst i Milano–Torino (1957) kan vara värda att omnämnas. På bana märks sju spanska mästerskapstitlar i sprint och två i madison – därtill tog Poblet fyra segrar i sexdagarslopp.